# Megophrys ligayae
Megophrys ligayae (tên tiếng Anh: Palawan Horned Frog) là một loài lưỡng cư thuộc họ Megophryidae.
Đây là loài đặc hữu của Philippines.
Môi trường sống tự nhiên của chúng là rừng khô nhiệt đới hoặc cận nhiệt đới, rừng ẩm vùng đất thấp nhiệt đới hoặc cận nhiệt đới, vùng núi ẩm nhiệt đới hoặc cận nhiệt đới, vùng cây bụi ẩm khu vực nhiệt đới hoặc cận nhiệt đới, sông ngòi, và sông có nước theo mùa.
Chúng hiện đang bị đe dọa vì mất môi trường sống.

## Hình ảnh

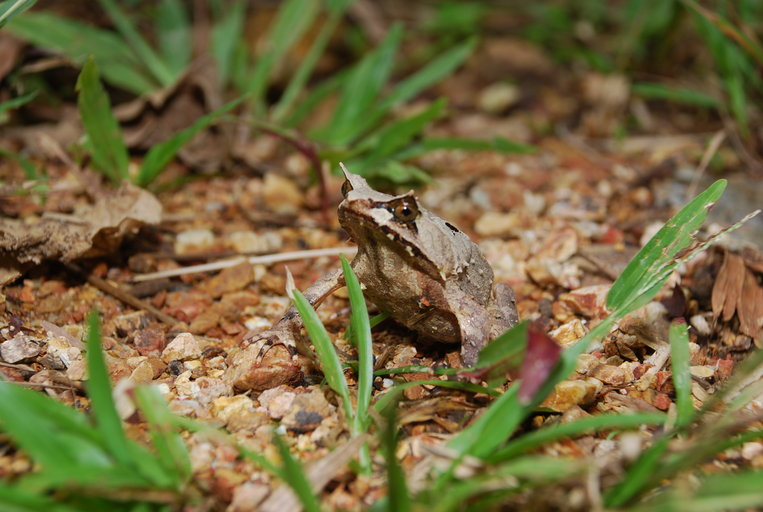
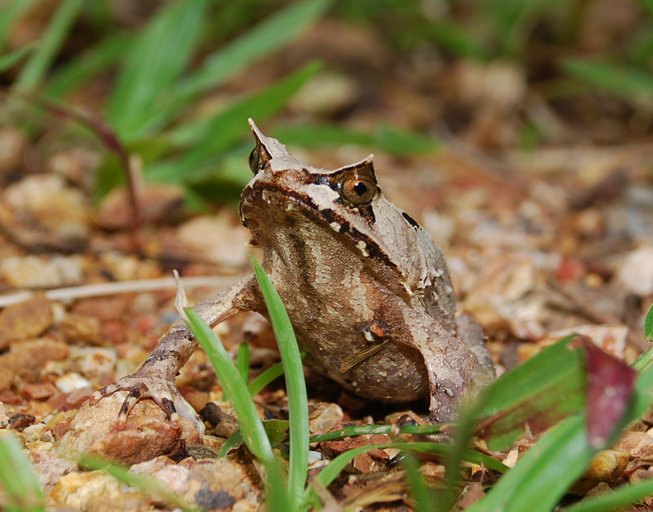
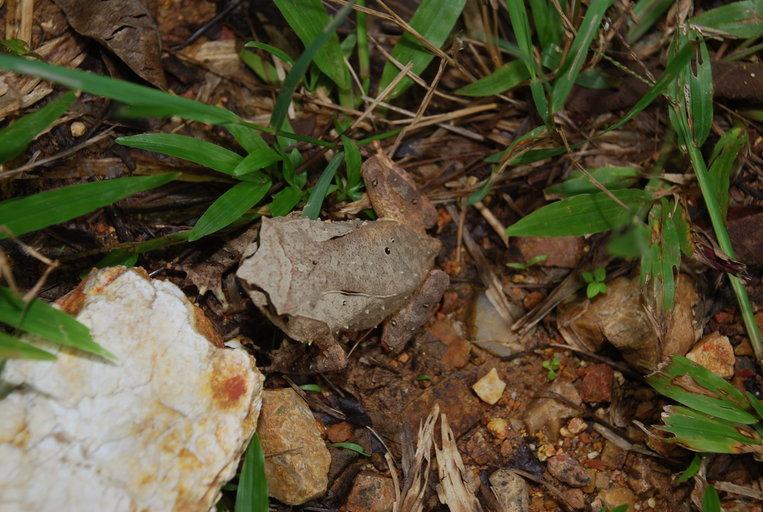
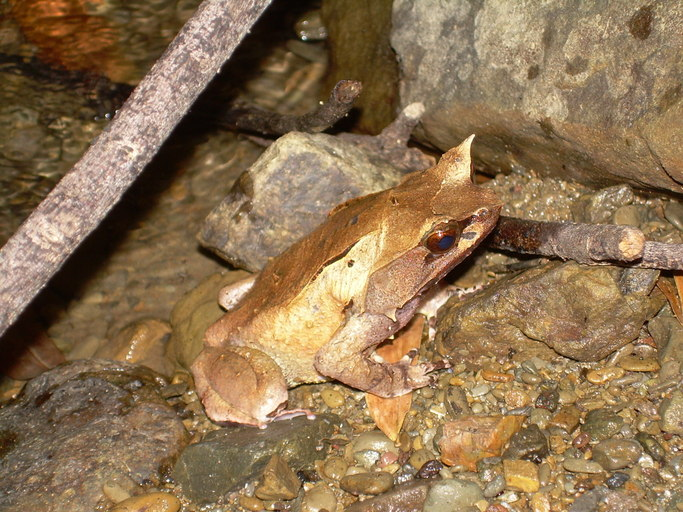